# 東園佐和子

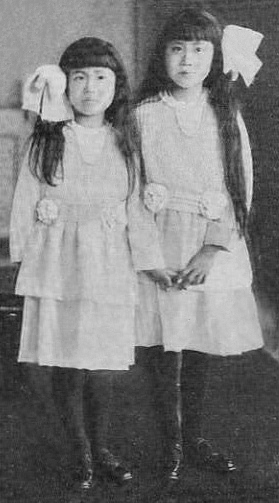
姉の美年子女王（右）と

東園 佐和子（ひがしぞの さわこ、1913年〈大正2年〉10月21日 - 2001年〈平成13年〉7月1日）は、日本の元皇族。北白川宮成久王と同妃房子内親王の第2王女子。東園基文子爵の妻。旧名は、佐和子女王（さわこじょおう）。皇籍離脱前の身位は女王で、皇室典範における敬称は殿下。兄に北白川宮永久王、姉に立花美年子（美年子女王）、妹に徳川多恵子（多恵子女王）がいる。明治天皇の孫にあたる。

## 人物
1913年（大正2年）10月21日、北白川宮成久王とその妃で明治天皇の第7皇女子である房子内親王との間に第2王女子として生まれた。1923年（大正12年）4月1日、父宮成久王がパリ郊外で事故死し、母宮房子内親王も重傷を負う。1933年（昭和8年）に成年を迎えるまで、北白川宮家別当石川漣平による皇族保育を受けていた。1934年（昭和9年）12月17日付で勲二等宝冠章を受章。その後、東園基文子爵のもとに降嫁した。2001年（平成13年）7月1日、呼吸不全のため、東京都内の自宅にて逝去した。87歳没。過去には、学習院女子部の同窓会「常磐会」の会長を亡くなる直前まで務めていた。

## 栄典
- 1928年（昭和3年）11月10日 -  大礼記念章[5]
- 1934年（昭和9年）12月17日 -  勲二等宝冠章[3]

## 血縁
- 父母：北白川宮成久王 - 成久王妃房子内親王
- 兄弟：永久王 - 立花美年子 - 東園佐和子 - 徳川多恵子
- 夫：東園基文
- 子：基政（学校法人学習院常務理事）- 岩瀬陽子（三越常務・岩瀬敬一朗の妻） - 基宏（ハウステンボス社長） - 基治（ワイズセラピューティクスCOO） - 川崎里子（川崎電工社長・川崎文一郎の妻）

## ギャラリー

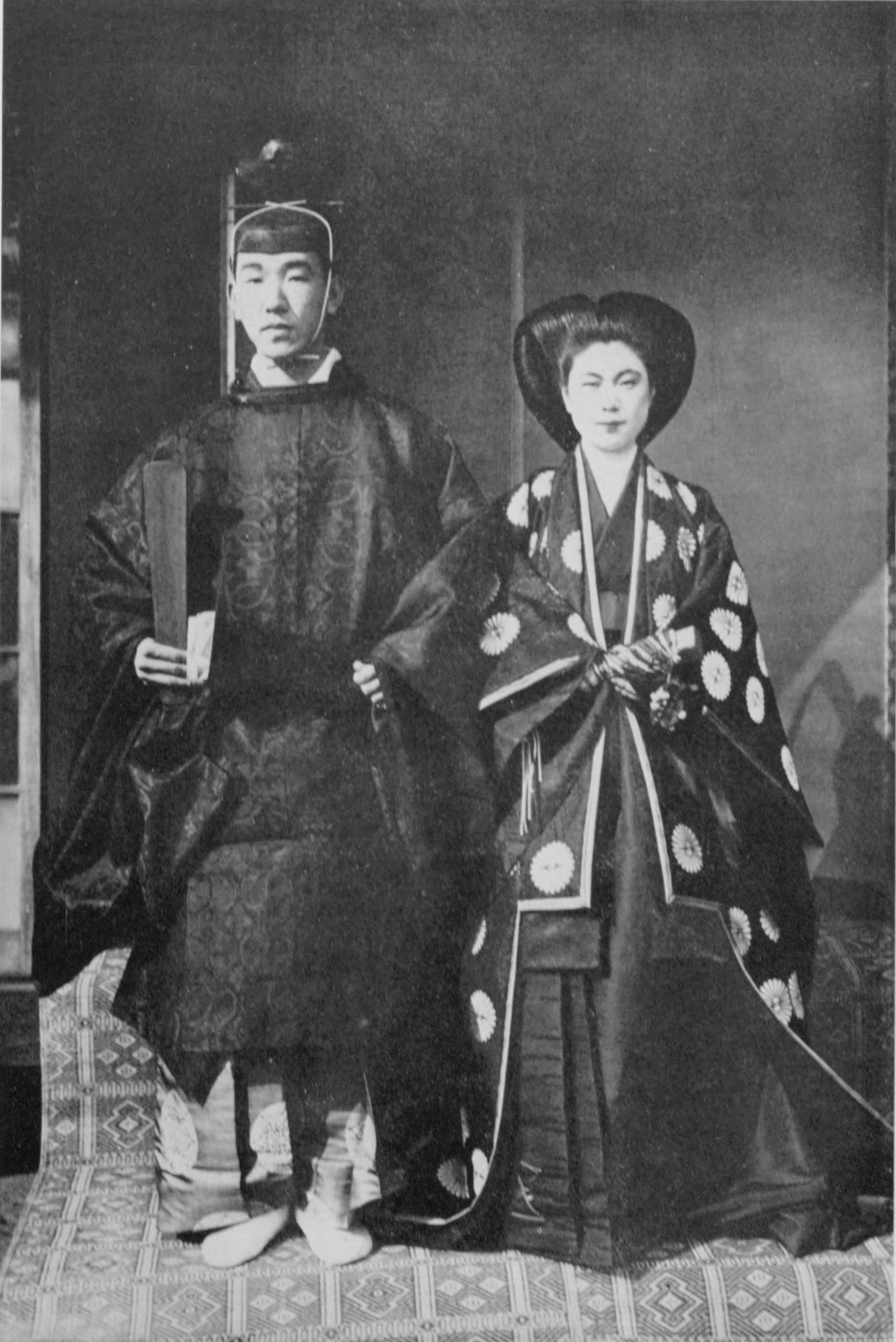
結婚式。1935年
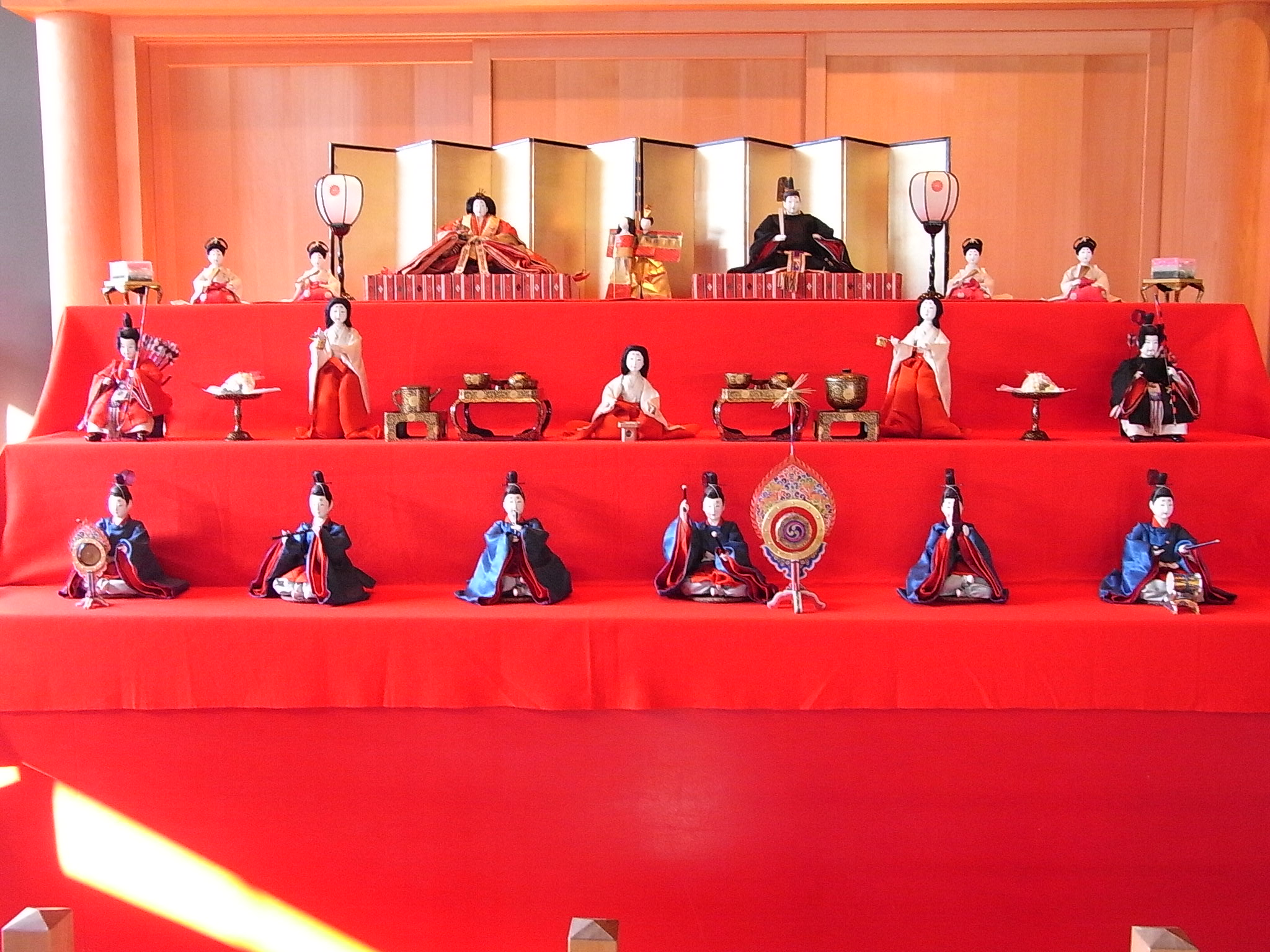
東園佐和子のお雛人形（2009年3月2日撮影）
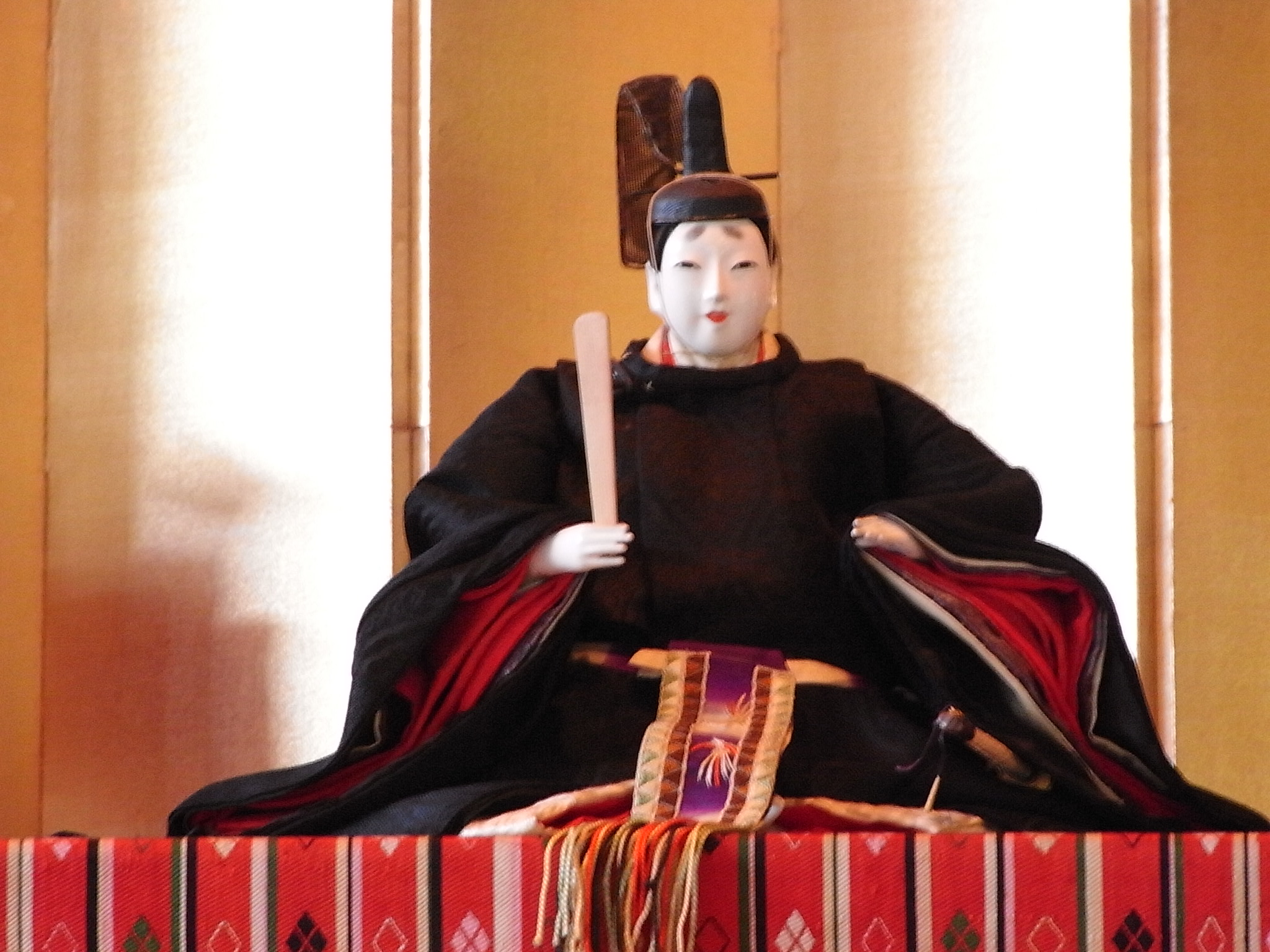
東園佐和子のお雛人形（2009年3月2日撮影）
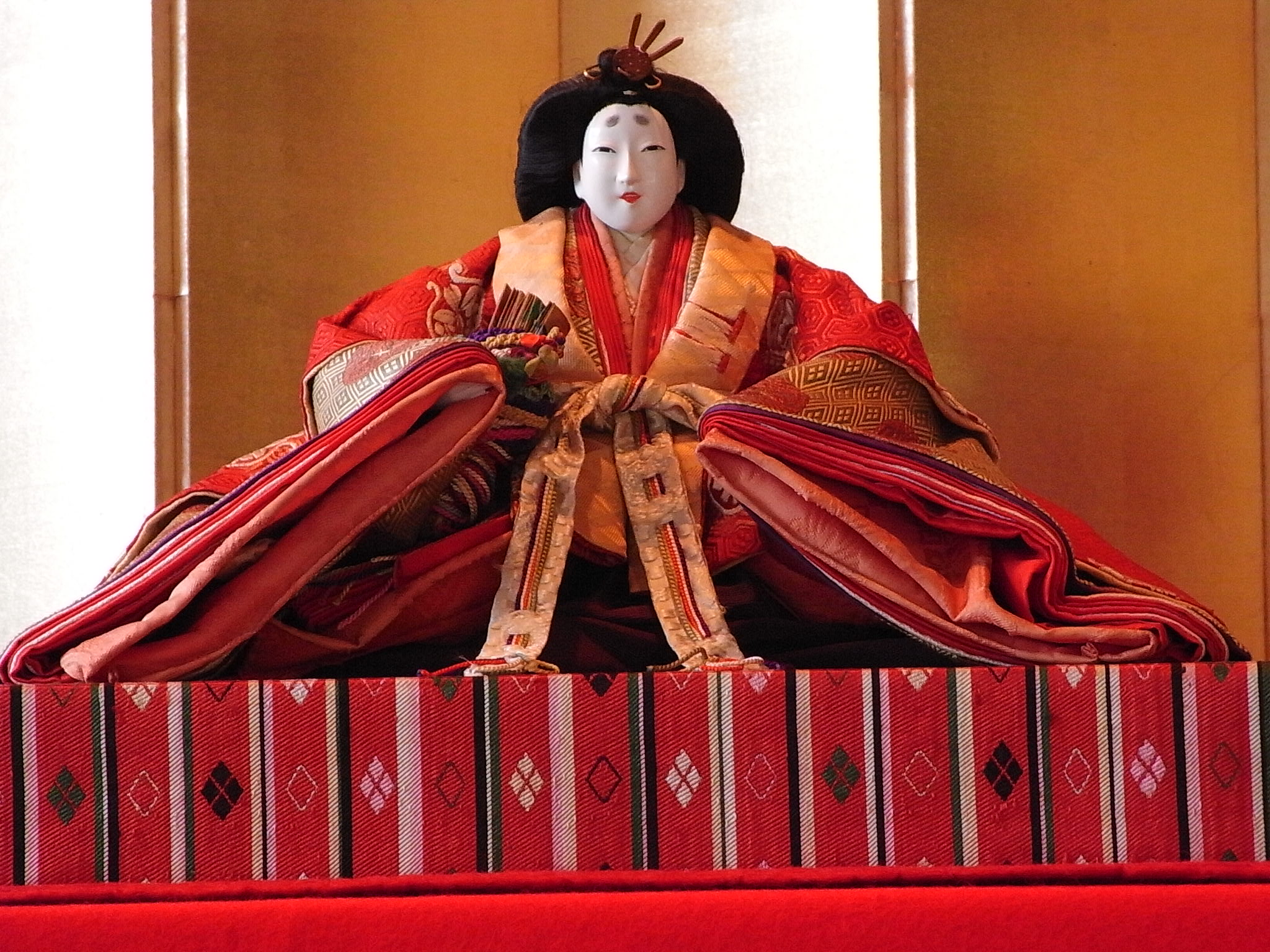
東園佐和子のお雛人形（2009年3月2日撮影）